# Nederlandse gemeenteraadsverkiezingen 1949
De Nederlandse gemeenteraadsverkiezingen 1949 waren reguliere gemeenteraadsverkiezingen in Nederland. Zij werden gehouden op 22 juni 1949.

## Geen verkiezingen in verband met herindeling
In de volgende gemeenten werden op 22 juni 1949 geen reguliere gemeenteraadsverkiezingen gehouden omdat zij recent betrokken (geweest) waren bij een grenswijzigingsoperatie:
- Herindeling per 1 januari 1949

In de gemeenten Breukelen-Nijenrode en Breukelen-Sint Pieters waren herindelingsverkiezingen gehouden in december 1948.
- Herindeling per 1 april 1949

In de gemeenten Hoogezand en Sappemeer waren herindelingsverkiezingen gehouden op 28 februari 1949.
- Herindeling per 1 juli 1949

In de gemeenten Maarssen en Maarsseveen werden herindelingsverkiezingen gehouden op 22 juni 1949.

## Opkomst
| 1949                     | # stemmen | %     |
| ------------------------ | --------- | ----- |
| Kiesgerechtigden         | 5.467.502 |       |
| Niet opgekomen           | 492.350   | 9,01  |
| Opkomst                  | 4.975.152 | 90,99 |
| Ongeldige/blanco stemmen | 199.518   | 4,01  |
| Geldige stemmen          | 4.775.634 | 95,99 |

## Landelijke uitslagen
| Naam partij                     | # stemmen | % stemmen |
| ------------------------------- | --------- | --------- |
| overige partijen en combinaties | 1.091.760 | 22,86     |
| PvdA                            | 1.204.068 | 25,21     |
| KVP                             | 1.016.632 | 21,29     |
| ARP                             | 388.963   | 8,14      |
| VVD                             | 360.853   | 7,56      |
| CPN                             | 331.725   | 6,95      |
| CHU                             | 316.354   | 6,62      |
| SGP                             | 65.279    | 1,37      |